# Моисеева, Виктория Александровна
Викто́рия Алекса́ндровна Моисе́ева (10 января 1991 года, Миасс, Челябинская область, РСФСР, СССР) — российская кёрлингистка, чемпионка Европы 2016, двукратная чемпионка зимних Универсиад (2013 и 2015), заслуженный мастер спорта России (кёрлинг, 2018), член сборной России с 2012 года.
Играет на позиции четвёртого. Скип своей команды.
В 2018 году вышла замуж за датского кёрлингиста Оливера Дюпона, сменив фамилию и в настоящее время известна как Викто́рия Дупо́нт (англ. Victoria Dupont).

## Биография
Виктория Моисеева родилась в городе Миассе Челябинской области. Занимаясь с детства хореографией, в конце концов предпочла кёрлинг. Воспитанница санкт-петербургской спортивной детско-юношеской школы олимпийского резерва «Школа высшего спортивного мастерства по зимним видам спорта».
Окончила Санкт-Петербургский государственный университет телекоммуникаций имени профессора М. А. Бонч-Бруевича.
В настоящее время — студентка Национального государственного университета физической культуры, спорта и здоровья имени П. Ф. Лесгафта.
Завершила спортивную карьеру в связи с проблемами со зрением. Проживает в Дании.

## Достижения

### Со сборными
- Участница зимних Олимпийских игр 2018 (9 место; в составе команды «Олимпийские спортсмены из России, ОСР»);
- Бронзовый призёр чемпионата мира 2018;
- Чемпионка Европы 2016;
- Двукратная чемпионка зимних Универсиад в составе студенческой сборной России — 2013[6], 2015[7]; серебряный призёр зимней Универсиады 2017;
- Двукратный бронзовый призёр чемпионатов мира среди молодёжных команд[6] — 2011, 2012;
- Бронзовый призёр этапа Мирового тура по кёрлингу 2012[1];
- Чемпионка России в дисциплине «дабл-микст» 2014 в составе команды Санкт-Петербурга;
- Обладатель Суперкубка России 2016[8].

### С клубами
- Бронзовый призёр чемпионата России среди женщин 2009 в составе команды СКА (Санкт-Петербург)[9].
- Победитель розыгрыша Кубка России среди женщин 2015 в составе команды «Адамант»-2 (Санкт-Петербург)[10]
  - Серебряный призёр розыгрыша Кубка России среди женщин 2017
- Серебряный призёр розыгрыша Кубка России среди смешанных команд 2009
- Бронзовый призёр розыгрыша Кубка России среди смешанных команд 2012